# Vnitřní Západní Karpaty
Vnitřní Západní Karpaty (slovensky Vnútorné Západné Karpaty) je geomorfologická subprovincie geomorfologické provincie Západní Karpaty na území Rakouska, Slovenska, Polska a Maďarska. Nejvyšším vrcholem je Gerlachovský štít o výšce 2 655 m n. m.

Členění Vnitřních Západních Karpat

Člení se na geomorfologické oblasti:
- Slovenské rudohoří,
- Fatransko-tatranská oblast,
- Slovenské středohoří,
- Lučensko-košická sníženina,
- Severomaďarské středohoří (Északi-középhegység), na Slovensku Matransko-slanská oblast.

Vnitřní Západní Karpaty jsou tvořeny metamorfovanými horninami prostoupenými hlubinnými vyvřelinami. Přes ně je uložen mořský karbon a kontinentální perm. Na tomto starém podkladu jsou uloženy mořské uloženiny od spodního triasu až do konce spodní křídy. Tyto uloženiny spolu se svým podložím byly ve svrchní křídě postiženy intenzivním alpinotypním vrásněním.